# Diabrotica bipustulata
Diabrotica bipustulata es una especie de insecto coleóptero de la familia Chrysomelidae. Fue descrita en 1886 por Baly.